# Poyanawes
Els poyanawes són un grup ètnic indígena del Brasil. Foren contactats per primer cop el 1904.

## Població
El 1908, hi havia de 200 a 300 poyanawes a la regió. Durant els primers contactes, el 1913, la plantació de cautxú de Barão do Rio Branco tenia 200 indis i, el mateix any, fonts indiquen que es van catequitzar 208 indis. Les activitats de contacte i extracció de cautxú van provocar una reducció demogràfica important. També el 1913, la població va baixar a 115 persones, a causa de conflictes i una epidèmia de xarampió. Entre 1920 i 1927, hi ha registres d’una població de 125 persones al mateix lloc.
Més recentment, la població ha tornat a créixer. El 1999 va arribar a 403 persones, segons la Zonificació Ecològica-Econòmica realitzada pel govern estatal. Funasa calculava una població de 529 persones el 2009 i 540 el 2010. El 2014 va arribar a 745 persones.

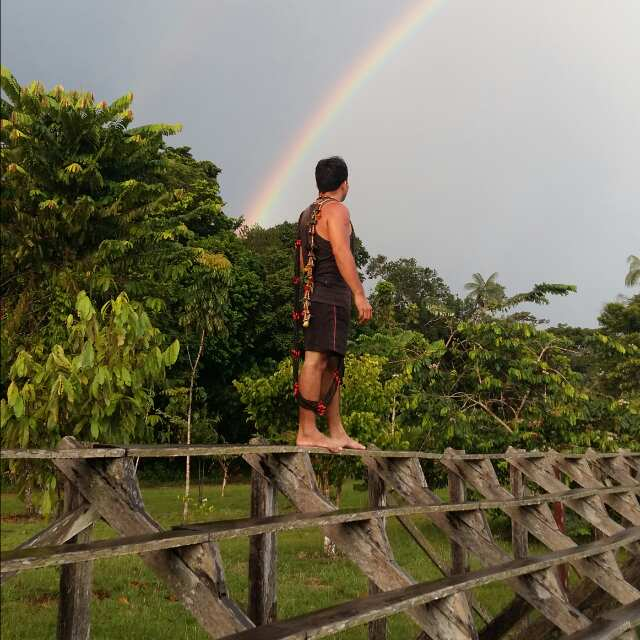

## Llengua
El poyanawa pertany a la família lingüística pano. El 2009 només quedaven tres parlants d'aquesta llengua, que va començar a extingir-se a les primeres dècades del segle xx, quan molts puyanawa van ser deportats o reduïts a esclavitud pel coronel Mâncio Agostinho Rodrigues Lima que els va utilitzar com a extractors de cautxú.

## Assentaments
Viuen a la Terra Indígena Puyanawa a l'Estat brasiler d'Acre. Al segle xx van viure a les fonts dels afluents del baix riu Moa, però després de les deportacions del coronel Lima es van traslladar als pobles de Barão do Rio Branco i Ipiranga, dins del municipi de Mâncio Lima, a Acre.

## Història
Des de les darreres dècades del segle xix fins a quasi la meitat del segle xx, els indis dels rius Juruá, Purus i Moa van patir la deportació, la usurpació de la terra i l'explotació com a força de treball pels brasilers. En particular, els poyanawa foren utilitzats com a extractors de cautxú, com a treballadors dels camps de blat de moro, mandioca, arròs, canya de sucre i mongetes i com a transportadors de farina i sucre, en especial per part del coronel Mâncio Lima, propietari d’una de les principals plantacions. Aquest període és ben viu en els records dels ancians poyanawa que expliquen haver viscut aquests anys com a autèntics esclaus. Els patiments només van acabar amb la mort del coronel el 1950. L'homologació del territori indígena Puyanawa només va tenir lloc a 2001.